# اعترافات ملكة الدراما المراهقة
اعترافات ملكة الدراما المراهقة (بالإنجليزية: Confessions of a Teenage Drama Queen)‏ هو فيلم كوميدي تم إنتاجه في الولايات المتحدة وصدر في سنة 2004. من بطولة ليندسي لوهان وآدم غارسيا وأليسون بيل. حقق الفيلم إيرادات أكثر من 29 مليون دولار لدى عرضه في الولايات المتحدة ونالت ليندسى لوهان جائزة أفضل ممثلة صاعدة عن دورها في هذا الفيلم من جوائز اختيارات المراهقين في عام 2004.

## قصة
تدور أحداث فيلم "Confessions Of A Teenage Drama Queen" حول المراهقة لولا (ليندسى لوهان) التي تنتقل مع أسرتها المكونة من والدتها المطلقة من والدها وشقيقتيها التوأم من مدينة نيويورك إلى ضاحية ديلوود في نيوجيرسي وتشعر بالحزن لأنها فقدت كل شيء تحبه وتعتز به وابتعدت عن عالم الترفية ومدينة نيويورك النابضة بالحياة إلى عالم الضواحي الممل.في مدرستها الجديدة لا تجد لولا من يصادقها سوى الفتاة الخجولة إيلا وتكتشف إن إيلا مثلها تعشق فريق الروك الموسيقي «سيد آرثر» وأن إيلا معجبة بعازف الجيتار في الفريق، بينما لولا معجبة بمغنى الفريق ستو وولف (آدم جارسيا).تحاول لولا إثارة الاهتمام بها في مجتمع المدرسة، فتدخل في منافسةٍ مع كارلا (ميجان فوكس) أكثر فتيات المدرسة شعبية حول بطولة مسرحية المدرسة الغنائية «إليزا روكس» المأخوذة عن رواية بيجماليون الشهيرة ولكن برؤية عصرية، وتفوز لولا ببطولة المسرحية، مما يثير حنق كارلا وضيقها.وحين يعلن خبر انفصال الفريق الموسيقى «سيد آرثر» تحزن لولا وإيلا بشدة والذي زاد من حزنهما هو نفاذ تذاكر الحفل الموسيقي الأخير للفريق، بينما تتباهى كارلا وتثير غيرتهما لأنها تملك تذاكر للحفل بفضل والدها الذي يعمل محاميًا للمغني ستو، فتكذب لولا وتدَّعي أنها أيضًا تملك تذاكر للحفل هي وإيلا بفضل معارف واتصالات والدتها. وتحاول لولا الحصول على تذاكر للحفل الموسيقى حتى لا تتفوق كارلا عليها وحتى تحظى برؤية فتى أحلامها المغني ستو فتستقل القطار هي وإيلا وتذهبان إلى نيويورك لشراء تذاكر للحفل بطرق غير قانونية ويتعقبها والدها ويعدها ألا يضايقها، ولكن يهددها بالتدخل إذا تعرضت لمتاعب، وبالفعل تتعرض لولا لمتاعب، ولكن متاعب طريفة.

## وصلات خارجية
- اعترافات ملكة الدراما المراهقة على موقع IMDb (الإنجليزية)
- اعترافات ملكة الدراما المراهقة على موقع ميتاكريتيك (الإنجليزية)
- اعترافات ملكة الدراما المراهقة على موقع روتن توميتوز (الإنجليزية)
- اعترافات ملكة الدراما المراهقة على موقع نتفليكس (الإنجليزية)
- اعترافات ملكة الدراما المراهقة على موقع ألو سيني (الفرنسية)
- اعترافات ملكة الدراما المراهقة على موقع Turner Classic Movies (الإنجليزية)
- اعترافات ملكة الدراما المراهقة على موقع أول موفي (الإنجليزية)
- اعترافات ملكة الدراما المراهقة على موقع بوكس أوفيس موجو (الإنجليزية)
- اعترافات ملكة الدراما المراهقة على موقع فيلمافينيتي (الإسبانية)
- اعترافات ملكة الدراما المراهقة على موقع قاعدة بيانات الأفلام السويدية (السويدية)

1. ↑  مذكور في: ديزني من الألف إلى الياء: الموسوعة الرسمية. مُعرِّف ديزني من الألف إلى الياء (A to Z): confessions-of-a-teenage-drama-queen-film. الوصول: 16 مايو 2020. المُؤَلِّف: ديف سميث. لغة العمل أو لغة الاسم: الإنجليزية. تاريخ النشر: 1996.
2. ↑  مذكور في: قاعدة بيانات الأفلام السويدية. معرف قاعدة بيانات الأفلام السويدية: 58701. الناشر: المعهد السويدي للسينما. لغة العمل أو لغة الاسم: السويدية.
3. ↑  "Confessions of a Teenage Drama Queen (2004)". Box Office Mojo. مؤرشف من الأصل في 2017-10-23. اطلع عليه بتاريخ 2012-02-10.
4. ↑  Ultimate Disney نسخة محفوظة 04 مايو 2011 على موقع واي باك مشين.
5. ↑  "Confessions of a Teenage Drama Queen". Rotten Tomatoes. مؤرشف من الأصل في 2017-11-29. اطلع عليه بتاريخ 2012-02-10.